# Kimberley Nixon
Kimberley Nixon, född 24 september 1985 i Bristol, är en walesisk skådespelerska. Hon är känd för sin roll som Sophy Hutton i BBC One-serien Cranford och för att ha haft roller i filmer som Wild Child och Angus, Thongs and Perfect Snogging. Hon har även spelat rollerna som Josie Jones i dramakomedin Fresh Meat och Sarah Pearson i komedin Hebburn.